# Pusiolania occidentalis
Pusiolania occidentalis är en fjärilsart som beskrevs av Embrik Strand 1912. Pusiolania occidentalis ingår i släktet Pusiolania och familjen björnspinnare. Inga underarter finns listade.